# 奎孕酮
奎孕酮（英語：Quingestrone）也称为孕酮-3-烯醇环戊醚（progesterone 3-cyclopentyl enol ether，PCPE）是一种黄体制剂药物，在1962年起用作复合口服避孕药，但在意大利等国已不再使用
奎孕酮作为一种黄体制剂（人工合成的孕激素），能作为孕酮的生物学靶点——孕酮受体的激动剂，另外也具有较弱的糖皮质激素活性。